# ИФ Фуглафьорур
ИФ Фуглафьорур (ÍF Fuglafjørður, [ˈfʊglaˌfjøːɹʊɹ]) е футболен клуб от село Фуглафьорур, намиращо се на остров Ейстурой, Фарьорски острови. Тимът играе в най-високото ниво на футбола на Фарьорските острови.

## История
След основаването си на 25 март 1946 г. клубът бележи най-големия си успех с титлата от 1979 г. Достига 4 пъти до финал за купата на страната (1975, 1982, 1987 и 2005), но не я е печелил. От 2008 г. клубът играе отново във фарьорската първа дивизия и през 2010 и 2011 г. завършва на 7-о място.

## Успехи
- Формуладейлдин: (Висша лига)
  -  Шампион (1): 1979
- Купа на Фарьорски острови:
  -  Финалист (4): 1975, 1982, 1987, 2005
- Първа лига:
  -  Победител (5): 1984, 1987, 2003, 2018, 2022